# Салос (местечко)
Салос (лит. Salos) — местечко в Рокишкском районе Литвы. В 1 км от одноимённой деревни и в 8 км к западу от центра староства — Камаяй. Административный центр сенюнайтии.

## История
Первые упоминания с 1450 года. В 1585 году присвоен статус местечка.
С 1995 года административно относится к Камаяйскому староству.

## География
Местечко расположено на острове площадью 73 га, находящегося на озере Двирагис. С берегом связано двумя мостами.

## Население
| Численность населения | Численность населения | Численность населения | Численность населения | Численность населения | Численность населения | Численность населения | Численность населения | Численность населения | Численность населения | Численность населения |
| 1902                  | 1923                  | 1959                  | 1970                  | 1979                  | 1982                  | 1986                  | 1989                  | 2001                  | 2011                  | 2021                  |
| --------------------- | --------------------- | --------------------- | --------------------- | --------------------- | --------------------- | --------------------- | --------------------- | --------------------- | --------------------- | --------------------- |
| 36                    | ↗167                  | ↗420                  | →420                  | ↘400                  | ↘380                  | ↘352                  | ↘307                  | ↘228                  | ↘152                  | ↘128                  |